# Arytaina adenocarpi
Arytaina adenocarpi är en insektsart som beskrevs av Löw 1880. Arytaina adenocarpi ingår i släktet Arytaina och familjen rundbladloppor. Inga underarter finns listade i Catalogue of Life.